# المحل (جبلة)

تعديل مصدري - تعديل

المحل محلة تابعة لقرية الظهارة، التابعة لعزلة الشراعي بمديرية جبلة إحدى مديريات محافظة إب في الجمهورية اليمنية، بلغ تعداد سكانها 42 حسب تعداد اليمن لعام 2004.